# Karosa řady 900

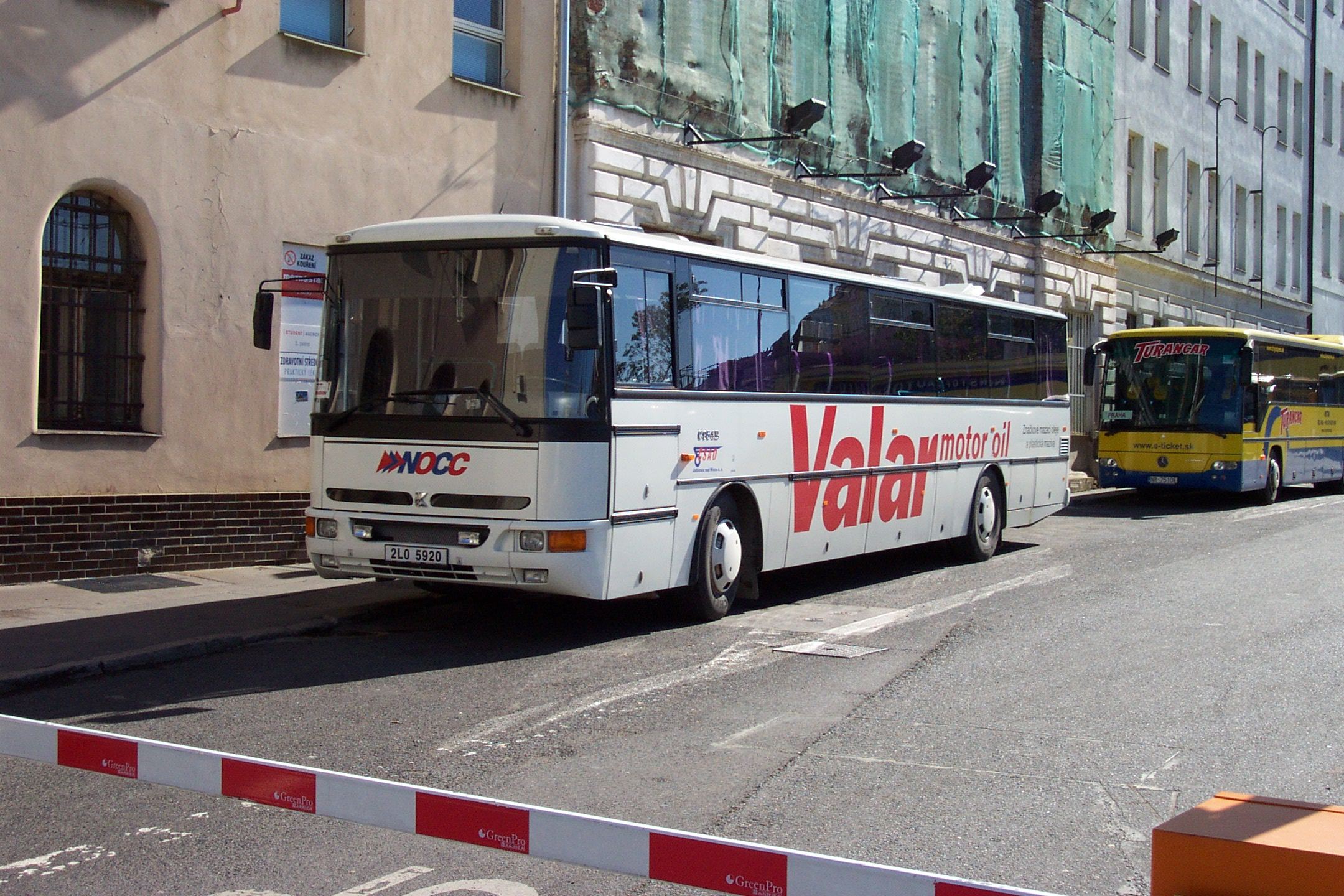
Autobus Karosa C 954E na pražském nádraží Florenc

Karosa řady 900 je souhrnné označení pro několik modifikací českého autobusu, který vyráběla společnost Karosa Vysoké Mýto v letech 1994 až 2007. Základním modelem této řady jsou meziměstské vozy Karosa C 934 a později vyráběné C 954.

## Historie
Po ukončení projektu řady 800 na začátku 90. let 20. století a několika radikálně modifikovaných prototypových vozech řady 700 se Karosa rozhodla „pouze“ modernizovat řadu 700 na řadu 900. Výroba ověřovací série nových autobusů začala roku 1995, sériová výroba se rozběhla v roce 1996 (městské vozy B 931). O rok později byla zahájena produkce i ostatních modelů (včetně základního typu C 934) řady 930 (standardní) a 940 (kloubové). V roce 1996 byl pro francouzský trh na koncepci řady 900 definován školní autobus Récréo, který se stal nebývale úspěšným produktem. Oproti řadě 700 doznalo změny pracoviště řidiče, které bylo vybaveno zcela nově uspořádanou přístrojovou deskou se sdruženými panely kontrolek a „budíků“. Volant byl polohovatelný a v sériových vozech se uplatnila i elektricky polohovatelná vnější zpětná zrcátka. Vzhledově byl vůz vylepšen dle aktuálních trendů – přední a zadní čelo bylo zakulaceno, čelní sklo bylo velkoplošné, nerušené sloupky. Jinak vůz řady 900 z konstrukčního hlediska maximálně vycházel z předchozího typu. Jistou výjimkou byla elektroinstalace, která byla zcela nově pojata ve smyslu západních zvyklostí. Dílčí inovace řady 900 proběhla v roce 1999, kdy např. u městského provedení byla v přední části snížena podlaha o 100 mm. Rovněž systém ovládání a funkce dveří doznal změn. Byl kladen důraz na splnění evropských norem v oblasti ekologie a bezpečnosti. Takto inovovaná řada se označila jako 900E (E = evolution).
Radikální modernizace se řady 900 dotkla v letech 2001 a 2002, kdy Karosa začala vyrábět vozy řady 950 (standardní) a 960 (kloubové) a také skončila se řadami 930 a 940. Modernizace se projevila nejen na vnějším vzhledu vozu. Byla spojena s nabytou platností emisní normy EURO 3, což vedlo k zavedení koncernových motorů Iveco, které tuto normu plnily. Rovněž byla odstraněna přední nezávisle výkyvná náprava, kterou nahradila tuhá náprava Škoda, případně RI75. U meziměstských vozů C 954/955 a autokaru LC 956 byl chladič motoru přesunut zpředu na pravý bok zadního převisu, tedy vedle motoru. Na podzim 2003 opět byly vyráběné vozy mírně upraveny (v typovém označení bylo přidáno písmeno E). Úprava spočívala mimo jiné v lepším odvětrání motorového prostoru (přidáním větrací mříže do zadního panelu) a v lepeném zasklení. Produkce vozů řady 900, která byla během roku 2006 utlumována, byla ukončena na konci ledna 2007. Nástupcem ve výrobě se staly nové autobusy Irisbus.
Zvláštní kategorií jsou luxusní dálkové a ne příliš rozšířené autobusy (autokary) Karosa LC 937 a LC 957. První z nich – LC 937 (GT 11), který se ostatním vozům řady 900 příliš nepodobá, byl vyráběn v letech 1994 až 1996. Autokar LC 957 (HD 12) se zvýšenou podlahou byl nástupce modelu LC 757 a jeho produkce trvala v letech 1997 až 1999.
Celkem bylo vyrobeno 13 071 kusů autobusů řady 900.
Pravidelný provoz městských autobusů standardní délky řady 900 na linkách MHD v Česku byl ukončen v roce 2024 v Pardubicích, kdy zde dojezdily poslední vozy B 951E Dopravního podniku města Pardubic.

## Označení
Pro nové autobusy vyhradila Karosa řadu 900, tedy 9xx. Před trojčíslím se ještě nacházelo jedno či dvě písmena.
- Písmeno: typ vozu – B (městský a příměstský autobus, anglicky bus), C (meziměstský a linkový autobus, anglicky coach), LC (dálkový a zájezdový autobus, anglicky long distance coach)
- První číslice: označovala 90. léta
- Druhá číslice: délka vozu – 3 = 11 m, 4 = 17 m, 5 = 12 m, 6 = 18 m
- Třetí číslice: další specifikace
  - u vozů B a C: 1 = městský s automatickou převodovkou, 2 = předměstský s manuální převodovkou, 3 = regionální s automatickou převodovkou, 4 = meziměstský s manuální převodovkou, 5 a 6 = meziměstský s manuální převodovkou a větším zavazadlovým prostorem (pro delší linky nebo zájezdy)
  - u vozů LC: číslice 6 nebo 7 označovala stupeň luxusu (čím vyšší číslo, tím luxusnější autobus)

### Varianty
- Karosa B 931 a B 951 – standardní třídveřový městský autobus
- Karosa B 932 a B 952 – standardní třídveřový městský a příměstský autobus
- Karosa C 934 a C 954 – dvoudveřový meziměstský autobus
- Karosa C 935 a C 955 (též Récréo) – dvoudveřový meziměstský autobus pro delší linky
- Karosa C 956 (Axer) – dvoudveřový meziměstský autobus pro delší linky
- Karosa LC 936 a LC 956 – dvoudveřový dálkový autobus
- Karosa LC 937 a LC 957 – dvoudveřový dálkový autobus
- Karosa B 941 a B 961 – kloubový čtyřdveřový městský autobus
- Karosa C 943 – kloubový třídveřový meziměstský autobus

## Konstrukce
Konstrukčně byly vozy řady 930 a 940 odvozeny z klasických autobusů řady 700. Vozy mají polosamonosnou karoserii, která je sestavena z panelů, jež byly vyráběny na samostatných linkách, byly povrchově ošetřeny a teprve poté byly smontovány dohromady. Motor a převodovka jsou uloženy za zadní nápravou, která je hnací.
Novější autobusy řady 950 a 960 byly vyráběny odlišně. Nejprve byl sestaven skelet, který prošel kataforetickou lázní, olakování a oplechováním. Tyto vozy jsou také delší než řada 930 a 940 a mají jinak řešené zadní čelo a upravené čelo přední.